# Sân bay Mahikeng
Sân bay Mahikeng hoặc Sân bay Mmabatho (IATA: MBD, ICAO: FAMM) là một sân bay phục vụ Mahikeng và Mmabatho, các thành phố tỉnh lỵ hiện tại và trước đây của tỉnh Tây Bắc ở Nam Phi.
Sân bay được nhiều người gọi bằng tên Sân bay Mafikeng sau tên cũ của Mahikeng. Sân bay được quản lý bởi Sở giao thông và đường bộ tỉnh Tây Bắc. Sân bay này là một căn cứ cũ của Lực lượng Quốc phòng Boputhatswana và trước đó đã được phân loại như một sân bay quốc tế. Tính đến năm 2014, người ta đang tiến hành bàn bạc và xây dựng để sân bay này để lấy lại vị thế sân bay quốc tế.